# Jean-Louis Le Barbier
Jean-Louis Le Barbier, dit Le Barbier jeune ou Louis Le Barbier, né à Rouen le 11 octobre 1743, et mort à Paris le 22 février 1805, est un écrivain, illustrateur et peintre d’histoire français.

## Biographie
Jean-Louis Le Barbier, fils de Jean Le Barbier et de Catherine Cœuret, et frère puîné du peintre Jean-Jacques Le Barbier, cultiva, comme son frère, la peinture. Il fut aussi l’élève de Descamps à l'École des beaux-arts de Rouen, puis du graveur Lebas.
Il s'est fait connaître dans son art par un grand tableau représentant le Courage des femmes de Sparte, tableau exposé au Salon de 1787. On lui doit également des dessins pleins d’esprit et d’originalité, destinés à être gravés pour orner les œuvres de Gessner ; plusieurs figures académiques et un grand dessin ayant pour sujet le combat des Horaces.
Le Barbier jeune, qui avait aussi le goût des lettres, a composé et publié une pièce intitulée Asgill, drame en cinq actes et en prose, Londres et Paris, 1785, in 8°.

### Famille
Le Barbier épouse Marie-Agathe Cauchois en l'église Saint-Roch à Paris, le 10 août 1784. Celle-ci meurt à Paris le 22 septembre 1838. De leur union était né à Paris au moins un fils, Amédée Jean Jacques Le Barbier vers mai 1785, y décédé le 8 avril 1845. 

## Galerie

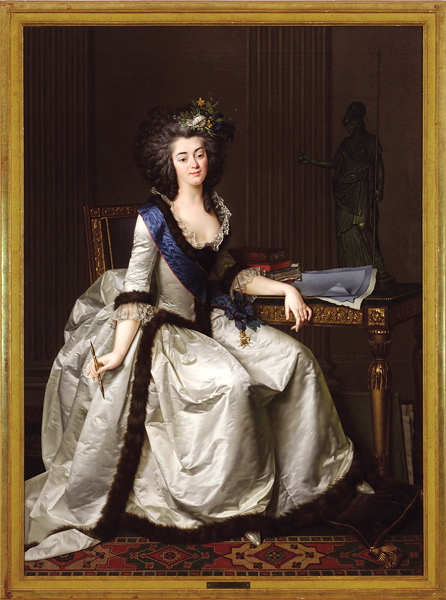
Portrait de Mélanie de Forbin-Gardanne, marquise de Villeneuve-Flayosc (1789). Ackland Museum.

## Écrits
- Asgill, drame en 5 actes, en prose, Londres ; Cailleau, Paris, 1785

## Sources
- Théodore-Éloi Lebreton, Biographie rouennaise, Rouen, Le Brument, 1865, p. 208
- Noémi-Noire Oursel, Nouvelle Biographie normande, Paris, Picard, 1886, p. 63
- Comité régional d'Histoire de la Révolution, La Révolution en Haute-Normandie : 1789-1802, Rouen, éditions du P'tit Normand, 1989, 464 p. (ISBN 2906258180, OCLC 22218029)